# Pterisanthes grandis
Pterisanthes grandis är en vinväxtart som beskrevs av Henry Nicholas Ridley. Pterisanthes grandis ingår i släktet Pterisanthes och familjen vinväxter. Inga underarter finns listade i Catalogue of Life.